# Sablia pseudoprominens
Sablia pseudoprominens är en fjärilsart som beskrevs av Charles E. Rungs 1972. Sablia pseudoprominens ingår i släktet Sablia och familjen nattflyn. Inga underarter finns listade.